# Kouban (fleuve)
Pour les articles homonymes, voir Kouban (homonymie).
Le Kouban ou Koubane (en russe : Кубань) est un fleuve de Russie du nord du Caucase se jetant dans la mer d'Azov.

## Géographie

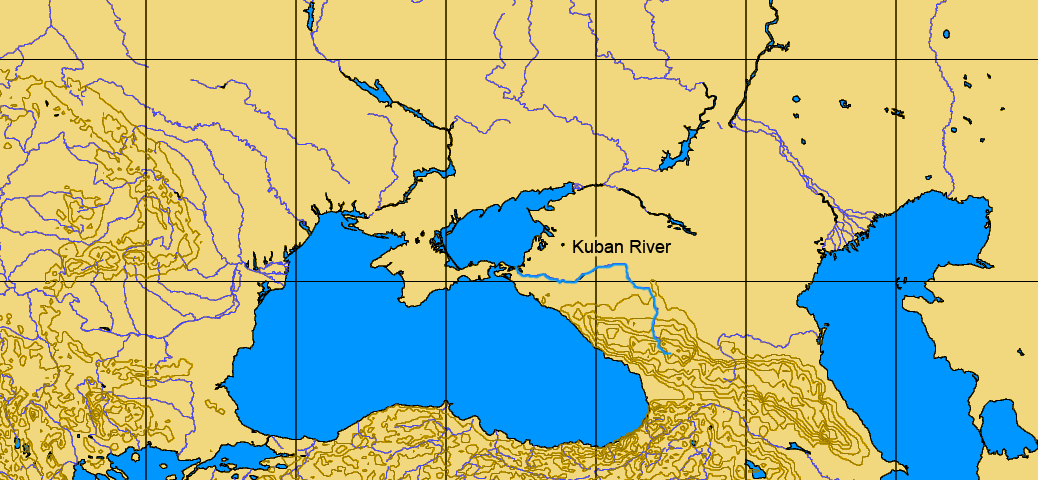
Au centre de la carte, le fleuve Kouban qui se jette dans l'extrémité sud de la mer d'Azov.

### Hydrographie
Le Kouban prend sa source près du mont Elbrouz : issu de la rencontre de deux torrents, l’Oulloukam et l’Ouchkoulam, sa longueur est de 906 km de la source de l’Oulloukam jusqu'au delta en mer d'Azov. Il est navigable sur la plus grande partie de son cours.
De sa source jusqu'à Nevinnomyssk, il s'écoule dans des gorges encaissées, comporte plusieurs cascades et présente une importante déclivité ; puis un barrage alimente le canal latéral de Nevinnomyssk. Dans son cours central jusqu'à la confluence avec la Bolchaïa Laba, le Kouban s'écoule dans une large vallée aux berges étagées. Puis il tourne vers l'ouest et irrigue une vaste plaine en rive gauche, qui atteint 4 km de largeur à Oust-Labinsk. De là, il se met à décrire des méandres et comporte une succession de hauts-fonds et de rapides. En aval de l'embouchure de la Laba, le fleuve atteint une largeur de 20 km. Entre la confluence de la Laba et celle de l'Afips (ru), les marécages de l'Adyghe recouvrent un territoire de 300 km2, et à l'aval de l'Afips, 800 km2 sont recouverts par les marécages de Zakoubanskie. À 116 km de l'embouchure, le Kouban reçoit les apports considérables de la Protoka (ru), rivière de 130 km de longueur. Avant son embouchure, le Kouban se rétrécit jusqu'à 3 km puis forme un delta couvrant près de 4 300 km2. Ce delta comporte de nombreuses lagunes, dont certaines se sont déconnectées du fleuve. Jusqu'au XIXe siècle, le Kouban se déversait à la fois dans la mer Noire et la mer d'Azov ; mais les atterrissements ont détourné toutes ses eaux vers la mer d'Azov,,.
Il traverse la république de Karatchaïevo-Tcherkessie, les kraïs de Stavropol et de Krasnodar, ainsi que la république d'Adyguée où il alimente le lac des Chapsoughs, infrastructure d'irrigation essentielle pour les rizières de la région.

### Géologie

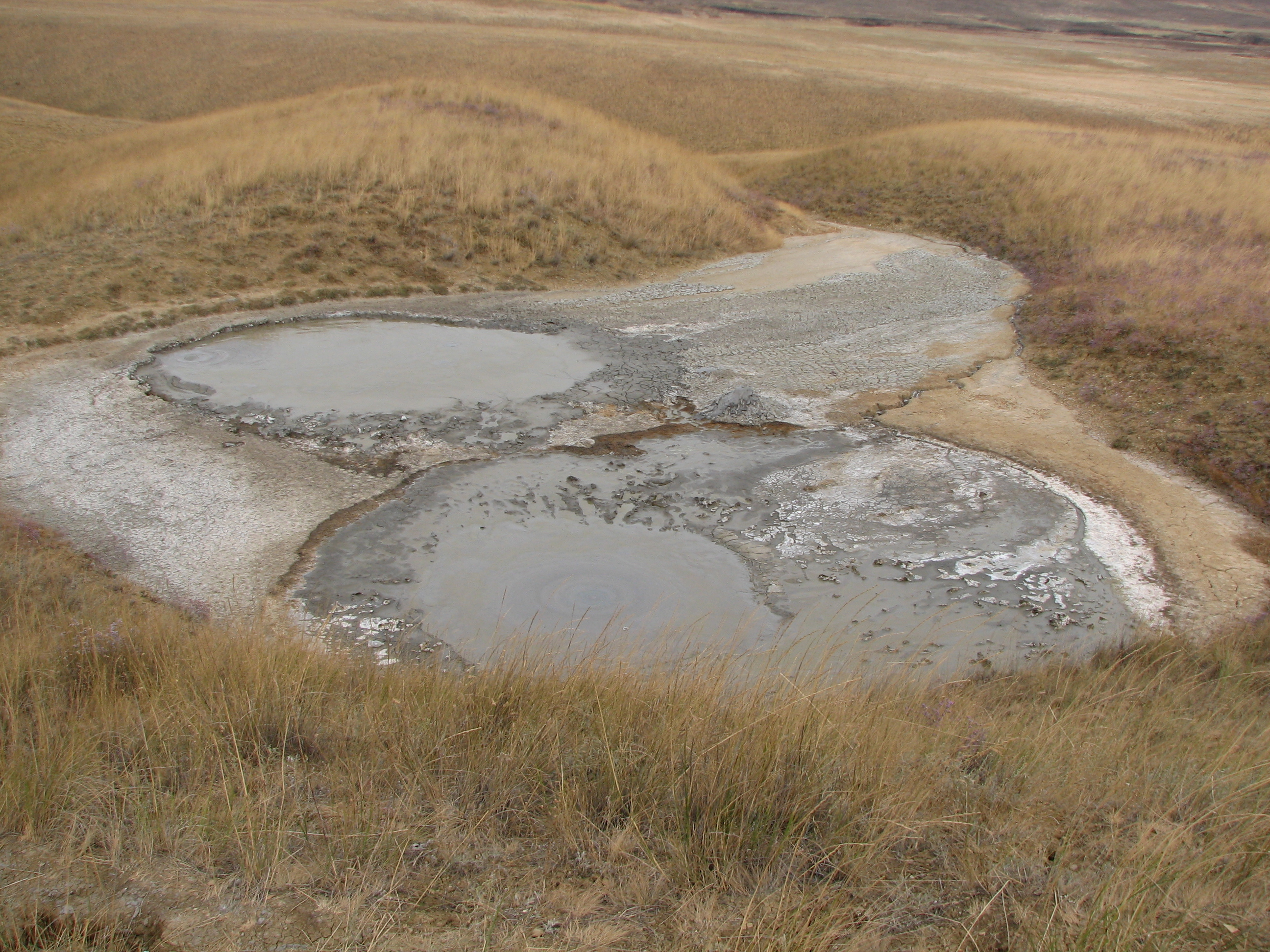
Volcan de boue dans les environs du delta du Kouban.

Il y a quelques dizaines de milliers d'années, la mer d'Azov recouvrait encore le delta du Kouban : l'envasement lié au débit du Kouban et à la présence de dizaines de volcans de boue a formé ce delta et contribué au recul de la mer,.

## Nom
Le fleuve Kouban est connu selon les époques et les langues sous différents noms :
- son nom actuel vient du karatchaï-balkar Къобан (K”oban) ;
- en kabarde il est appelé Псыжь (Psyj’), proche de l'adyguéen Псыжъ (Psyj”).
- Son nom grec ancien est ‛Ύπανις (Hypanis), que l'on retrouve chez Hérodote.

Pendant de nombreuses années, il marqua la frontière entre l'Empire russe et l'Empire ottoman.

## Flore

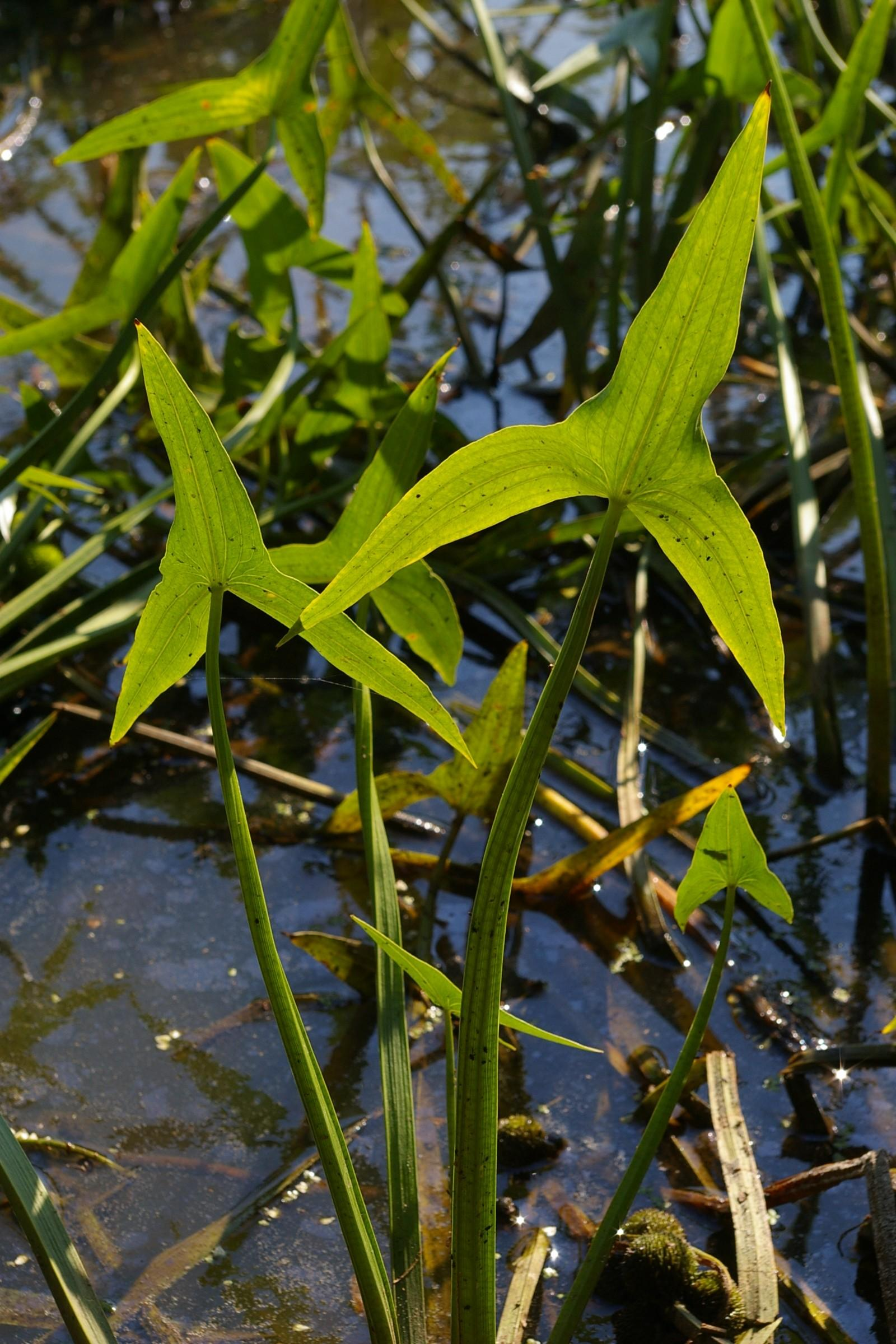
Sagittaire.

Le fleuve traverse successivement trois types de paysage : les forêts mixtes du Caucase au sud, les forêts tropicales de Crimée dans son cours moyen, et la steppe pontique au nord. Les forêts mixtes du Caucase favorisent essentiellement trois espèces; à mi-altitude, elles sont dominées par le chêne de Géorgie (Quercus iberica), le Charme du Caucase, le châtaignier et le Hêtre d'Orient. Au sommet, ce sont des forêts de conifères faites de pins et d'épicéas. Les forêts méditerranéennes de Crimée sont aussi riches en conifères, où dominent là encore les pins et l'épicéa.
La végétation du delta consiste principalement en roselières de phragmites, de scirpes, de Carex, de rubaniers et de massettes. Les élodées, joncs fleuris, Sagittaires et autres plantes avides d'eau y sont plus discrètes. Les calanques abritent une riche végétation sous-marine, sous forme d'algues charales, de potamots, de cornifles, de lis etc. Toute cette végétation recouvre entre 40 000 et 50 000 ha. Certaines anses abritent des touffes de lotus importé d'Afrique,.

## Faune

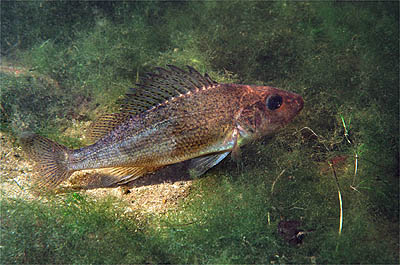
Grémille d'Eurasie.

Le vaste delta du Kouban, avec ses nombreuses baies, est particulièrement riche en plancton et benthos. Parmi les 400 espèces de zooplancton, on trouve des rotifères, des copépodes, des cladoceras, des mollusques, des vers, etc., qui fournissent une abondante nourriture pour les poissons. La faune piscicole du Kouban diffère de celles du Don et de la Volga : elle comporte plus de 65 espèces représentant 16 familles, où dominent les goujons, Romanogobio, Squalius et Chondrostoma, ainsi que plusieurs variétés de carpes comme le carassin argenté, des gardons, daurades, Brème bordelière, brochets, perches, grémilles, Chalcalburnus, Sprattus, Mugil etc. Quelques espèces comme la Carpe argentée et la Carpe de roseau se sont acclimatées depuis l'an 2000,.
Le barbeau et la carpe ont développé des espèces autochtones au bassin du Kouban, qui ont une prédilection pour les torrents de montagne à fond sableux ou de graviers, sur lesquels ils frayent. Depuis la construction du barrage de Krasnodar dans les années 1980, le barbeau du Kouban s'est raréfié dans la basse vallée du fleuve, au bénéfice de la carpe qui, elle, s'y est multipliée jusqu' gagner les confluents. Elle est sensible à la qualité de l'eau et surtout sa turbidité.
Le goujon du Kouban ne se rencontre que dans les sections où la vitesse du courant est modérée à faible, et où les fonds sont sableux ou à gravier ; il abonde dans le cours moyen du fleuve. Il a la caractéristique unique posséder cinq rayons ramifiés sur la nageoire anale. Le chevesne de l'Aphips (Squalius aphipsi) se rencontre dans les affluent méridionaux du Kouban. Il se reproduit dans les torrents à 10 to20 cm de profondeur. Il migre en aval l'hiver vers des eaux plus profondes et regagne l'amont en été pour trouver refuge dans les laisses de crue en été.
Avant la construction des barrages, le fleuve abritait une importante population d'esturgeons (Acipenser gueldenstaedtii, A. stellatus, Huso huso) et d'autres carpes (Alburnus mento, Vimba vimba) mais elles ont depuis pratiquement disparu.
Le delta du Kouban constitue une étape privilégiée pour les migrateurs ansériformes  : oies sauvages, canards, cormorans, pélicans, cygnes et hérons. Ils attirent naturellement les rapaces (faucons) et les prédateurs (renards et lynx). Le Rat musqué a été introduit au XXe siècle pour sa fourrure.

## Villes traversées
- Karatchaïevsk
- Tcherkessk
- Nevinnomyssk
- Armavir
- Oust-Labinsk
- Krasnodar
- Temriouk.

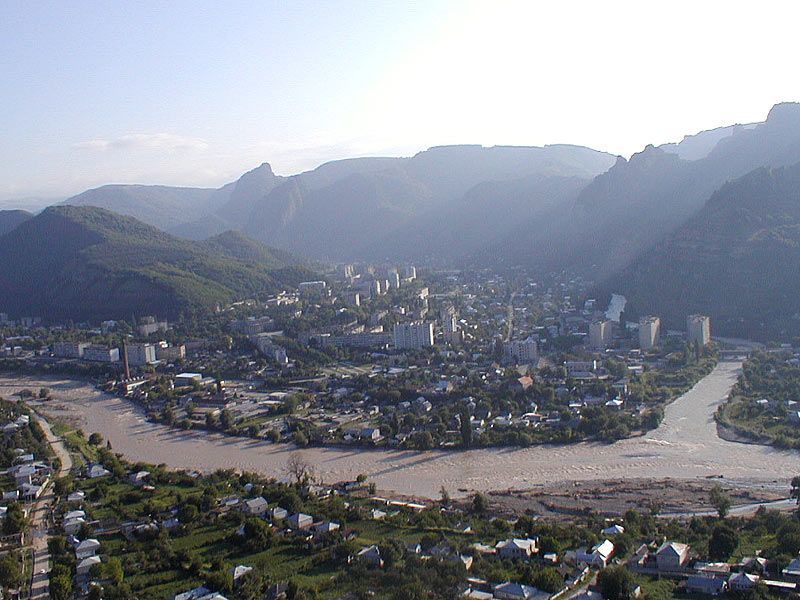
La confluence du Kouban et de la Teberda à Karatchaïevsk.

Malgré son nom, la ville de Slaviansk-na-Koubani n'est pas arrosée par le Kouban, mais se trouve en réalité sur la rivière Protoka.

## Affluents
Les principaux affluents sont issus des hautes terres du Caucase et confluent en rive gauche. Ce sont notamment :
- Le Maly Zelentchouk (ru) (petit Zelentchouk)
- Le Bolchoï Zelentchouk (grand Zelentchouk)
- La Téberda
- L'Ouroup
- La Laba
- La Belaïa
- Le Pchich

## Hydrométrie

### Généralités
Dans son cours supérieur, le fleuve est principalement alimenté par la fonte des neiges et des glaciers (49%), mais à hauteur de Krasnodar, ces apports ne comptent plus que pour 32%, les apports souterrains passant de 21% à 32%, et ceux des précipitations, de 27% à 32%. La clémence du climat et le débit élevé l'empêchent de geler. Le Kouban se caractérise par des crues fréquentes (6–7 par an), liées à l'abondance des précipitations et au dégel. Sa ligne d'eau fluctue de 5 m, avec un maximum en juillet et un minimum en février mais le creusement des canaux d'irrigation de Nevinnomyssk channel et de Tchikskoë, l'aménagement des lacs artificiels de Krasnodar et des Chapsoughs, ont beaucoup atténué ce phénomène depuis les années 1950. 

### Les débits à Krasnodar
Le débit du fleuve a été observé pendant 65 ans (au long de la période 1911 - 1980) à Krasnodar, grande ville située à quelque 140 kilomètres en amont de son débouché dans la mer d'Azov. 
À Krasnodar, le débit annuel moyen ou module observé sur cette période était de 400 m3/s pour une surface de drainage de 45 900 km2, soit approximativement 80 % de la totalité du bassin versant du fleuve qui en compte 57 900. La lame d'eau d'écoulement annuel dans le bassin se montait de ce fait à 275 millimètres, ce qui peut être considéré comme moyennement élevé. L'essentiel du débit provient des affluents de gauche issus de la chaîne du Caucase.
Les débits moyens mensuels observés en octobre et en janvier (les deux minima d'étiage) sont respectivement de 232 et 233 m3/s, soit plus de 30 % du débit moyen du mois de juin (757 m3/s) ou débit saisonnier maximal, ce qui montre l'amplitude fort modérée des variations saisonnières. Le Kouban est un fleuve assez régulier, surtout dans le contexte des cours d'eau de Russie, généralement caractérisés par d'énormes crues de printemps. Sur la durée d'observation de 65 ans, le débit mensuel minimal a été de 40,9 m3/s (en décembre 1920), tandis que le débit mensuel maximal s'élevait à 1 320 m3/s (juin 1915).